# Haworthiopsis
Haworthiopsis es un género de plantas suculentas de la subfamilia Asphodeloideae cuyas especies estaban incluidas previamente en Haworthia. Es casi endémico de Sudáfrica.

Muchas de las especies se cultivan como plantas de interior o por aficionados a las suculentas.

## Descripción
Los miembros del género son plantas perennes bajas, con o sin tallo visible. En algunas especies las hojas forman una roseta, en otras están dispuestas en espiral sobre un tallo más o menos largo. Las hojas individuales son lisas o tienen marcas blancas, que pueden tomar la forma de pequeñas protuberancias (tubérculos) o ser más puntiagudas, casi con aspecto de espinas. Las marcas blancas pueden estar solo en la cara interior de la hoja, o en ambas caras, y también pueden extenderse hacia los márgenes. En alguna de las especies, la superficie superior (el ápice) de la hoja tiene "ventanas" y los márgenes pueden tener dientes endurecidos.
Las flores nacen en racimo sobre un tallo largo y rígido (pedúnculo) que también tiene algunas brácteas sin flores en sus uniones con el tallo. Cada flor mide menos de 17 mm de largo, con tépalos de color blanco a verde, rosa o marrón, formando una estructura de dos labios (bilabiada) con una base hexagonal o hexagonal redondeada. Tanto los tépalos externos como los internos están unidos en sus bases. Los estambres y el estilo están encerrados dentro de los tépalos. El fruto es una cápsula estrechamente ovoide con semillas negras o marrón oscuro.
Las flores de dos labios se consideraron una característica distintiva del género Haworthia, antes de separar Haworthiopsis y Tulista. Las características más detalladas de las flores ahora identifican los tres géneros. En Haworthiopsis, las flores y sus estilos suelen ser rectas en lugar de curvas; los verticilos exterior e interior de tres tépalos se unen entre sí en la base; y las flores se estrechan suavemente en el tallo de la flor (pedicelo) en lugar de ser más anchas en la base con una unión afilada.

## Taxonomía
Etimología
La terminación -opsis deriva del griego ὀψις (opsis), que significa 'apariencia', 'parecido' por lo que Haworthiopsis significa "como Haworthia".

### Historia
El género fue establecido por Gordon Rowley en 2013, con Haworthiopsis coarctata como especie tipo.
La historia taxonómica del género es compleja. En 1753, Carlos Linneo siguió a los autores que le precedieron en el uso del género Aloe para una extensa cantidad de plantas, clasificadas ahora en la tribu Aloeae, por aquellos que usan la circunscripción amplia de la familia Asphodelaceae (sensu APG III en adelante). Las especies de Aloe de Linneo incluían dos de ellas, ahora ubicadas en Haworthiopsis. El género Haworthia fue establecido por Duval en 1809 para las antiguas especies de Aloe con flores más pequeñas, bilabiadas y de color blanquecino.
Posteriormente se agregaron muchos más taxones, tanto en rangos de especies como de infraespecies, lo que produjo una gran confusión entre los botánicos. En 1971, M.B.Bayer dividió Haworthia en tres subgéneros: H. subg. Haworthia, H. subg. Hexangulares y H. subg. Robustipedunculatae.
Los estudios filogenéticos, en particular a partir de 2010, demostraron que Haworthia y otros géneros relacionados con Aloe no eran monofiléticos. En consecuencia, en 2013, Rowley separó la mayoría de las especies anteriormente ubicadas en Haworthia subg. Hexangulares en un nuevo género, Haworthiopsis. Este género fue revisado en 2013 por Manning et al. de modo que se correlacionó más estrechamente con el subgénero anterior, una revisión descrita como "más coherente" por Gildenhuys y Klopper en 2016.

## Secciones y especies
En 2016, Gildenhuys y Klopper propusieron una división del género en siete secciones, aunque señalaron que podría necesitar una revaluación cuando se hayan realizado más estudios filogenéticos. Su sección Koelmaniorum está menos claramente ubicada en el género, y el estado de las secciones Limifoliae y Tessellatae también es incierto.
En octubre de 2017, el World Checklist of Selected Plant Families aceptó las siguientes especies:
| Sección       | Imagen | Nombre científico                                                     | Descripción | Distribución                                                                            |
| ------------- | ------ | --------------------------------------------------------------------- | --- | --------------------------------------------------------------------------------------- |
| Attenuatae    |        | Haworthiopsis attenuata (Haw.) G.D.Rowley                             | característico diseño de protuberancias blancas (tubérculos) en forma de banda, normalmente horizontales en la cara externa y transversales en la interna | Sudáfrica (zona meridional de la Provincia del Cabo)                                    |
| Haworthiopsis |        | Haworthiopsis coarctata (Haw.) G.D.Rowley                             | tubérculos pequeños, lisos y redondeados | Sudáfrica (zona meridional de la Provincia del Cabo)                                    |
| Haworthiopsis |        | Haworthiopsis fasciata (Willd.) G.D.Rowley                            | color verde claro. Hojas fibrosas con cara interna glabra                                                                                                 | Sudáfrica (zona meridional de la Provincia del Cabo)                                    |
| Haworthiopsis |        | Haworthiopsis glauca (Baker) G.D.Rowley                               | color azul (glauco) | Sudáfrica (zona meridional de la Provincia del Cabo)                                    |
| Haworthiopsis |        | Haworthiopsis longiana (Poelln.) G.D.Rowley                           | hojas largas, elongadas y delgadas | Sudáfrica (zona meridional de la Provincia del Cabo)                                    |
| Haworthiopsis |        | Haworthiopsis reinwardtii (Salm-Dyck) G.D.Rowley                      | tubérculos más grandes, más planos y más blancos, y a menudo es más estilizada que H. coarctata                                                           | Sudáfrica (zona meridional de la Provincia del Cabo)                                    |
| Limifoliae    |        | Haworthiopsis limifolia (Marloth) G.D.Rowley                          | hojas extendidas, generalmente con líneas laterales protuberantes o arrugas en la superficie de las hojas                                                 | zona meridional de Mozambique, Swaziland, Sudáfrica (KwaZulu-Natal, Provincia del Cabo) |
| Koelmaniorum  |        | Haworthiopsis koelmaniorum (Oberm. & D.S.Hardy) Boatwr. & J.C.Manning | tiene hojas escabridas, marrón oscuro, opacas | Sudáfrica (Mpumalanga)                                                                  |
| Tessellatae   |        | Haworthiopsis granulata (Marloth) G.D.Rowley                          | | Sudáfrica (Provincia del Cabo)                                                          |
| Tessellatae   |        | Haworthiopsis tessellata (Haw.) G.D.Rowley                            | | Namibia, Sudáfrica (Provincia del Cabo, Provincia del Estado Libre, Provincia del Cabo) |
| Tessellatae   |        | Haworthiopsis venosa (Lam.) G.D.Rowley                                | venas visibles en la superficie superior de las hojas | Sudáfrica (zona sur y oeste de la Provincia del Cabo)                                   |
| Tessellatae   |        | Haworthiopsis woolleyi (Poelln.) G.D.Rowley                           | | Sudáfrica (zona meridional de la Provincia del Cabo)                                    |
| Trifariae     |        | Haworthiopsis nigra (Haw.) G.D.Rowley                                 | color oscuro y tubérculos concoloros | Sudáfrica (zona meridional de la Provincia del Cabo)                                    |
| Trifariae     |        | Haworthiopsis pungens (M.B.Bayer) Boatwr. & J.C.Manning               | puntas de las hojas duras y afiladas | Sudáfrica (zona meridional de la Provincia del Cabo)                                    |
| Trifariae     |        | Haworthiopsis scabra (Haw.) G.D.Rowley                                | especie sin tallo con una superficie de hoja escabrida y rugosa                                                                                           | Sudáfrica (zona suroeste y sur-suroeste de la Provincia del Cabo)                       |
| Trifariae     |        | Haworthiopsis viscosa (L.) Gildenh. & Klopper                         | superficie mate de color marrón más claro y sin tubérculos                                                                                                | Sudáfrica (Provincia del Cabo)                                                          |
| Virescentes   |        | Haworthiopsis bruynsii (M.B.Bayer) G.D.Rowley                         | aunque ha desarrollado una forma retusa es, no obstante, un miembro del género                                                                            | Sudáfrica (zona meridional de la Provincia del Cabo)                                    |
| Virescentes   |        | Haworthiopsis sordida (Haw.) G.D.Rowley                               | hojas oscuras, "polvorientas", con puntas redondeadas | Sudáfrica (zona meridional de la Provincia del Cabo)                                    |